# Mogwai
I Mogwai sono un gruppo musicale post-rock scozzese formatosi nel 1996 a Glasgow.
Il nome del gruppo deriva dal nome delle creature del film Gremlins, sebbene il chitarrista Stuart Braithwaite abbia puntualizzato che questa scelta «non ha un particolare significato e abbiamo sempre voluto cercare un nome migliore, ma come per molte altre cose non ci siamo mai riusciti».

## Storia del gruppo

### Esordi e prime produzioni (anni 1991-2000)
Il nucleo originario della band è composto da Stuart Braithwaite e Dominic Aitchison, conosciutisi nell'aprile 1991 ad un concerto a Glasgow quando avevano quindici anni. Quasi cinque anni dopo (1996) formano la band con Martin Bulloch alla batteria. Dopo un paio di concerti, ai tre si aggiunge John Cummings come chitarrista. Nel marzo del 1996 pubblicano il primo singolo Tuner, in cui è predominante l'uso della voce. Segue uno split con i Dweed ed un secondo singolo Summer. Nel 1997 uscì il loro terzo singolo New Paths to Helicon ed il primo EP, ossia 4 Satin.
Nel 1997 il gruppo autoproduce il primo LP, Ten Rapid, che consiste in una raccolta completa delle prime composizioni della band (il sottotitolo è infatti Collected Recordings 1996-1997) e che viene diffusa da un'etichetta che fa riferimento al gruppo stesso, la Rock Action Records (che continuerà a distribuire i successivi album nel Regno Unito).
Dopo l'uscita di Ten Rapid, il gruppo approfitta del fermento musicale in atto in quegli anni a Glasgow e viene messo sotto contratto dalla Chemikal Underground. Inoltre in questo periodo si aggiunge temporaneamente al gruppo Brendan O'Hare (già con Teenage Fanclub e Macrocosmica) che registra con la band l'album di debutto Mogwai Young Team. Per questo disco, i diversi componenti della band si firmano con pseudonimi: Stuart diventa pLasmatroN, Dominic è DEMONIC, John diventa Captain Meat, Martin è bionic, mentre Brendan diviene +the relic+. L'album esce nell'ottobre 1997, è registrato presso gli MCM Studios di Hamilton e prodotto da Paul Savage e Andy Miller. Il disco è largamente strumentale, a parte la traccia R U Still in 2 It, in cui a cantare è Aidan Moffat (Arab Strap). Considerato una sintesi "inquieta" di un decennio musicale, quello degli anni novanta, in Young Team sono presenti forti influenze di gruppi post rock come Bardo Pond e Slint.
Nel 1998, dopo un tour europeo, il gruppo fa uscire un album di remix intitolato Kicking a Dead Pig - Mogwai Songs Remixes e l'EP No Education = No Future (Fuck the Curfew), che rappresenta un passo avanti nell'evoluzione del suono del gruppo. Inoltre il gruppo collabora con vari artisti, tra cui Kevin Shields (My Bloody Valentine).
In occasione delle registrazioni del secondo album, entra ufficialmente a far parte della band Barry Burns, che già aveva suonato con i Mogwai dal vivo in tour. Da allora la formazione rimarrà invariata, anche se in diverse occasioni vi si sono aggiunti altri musicisti turnisti per le esibizioni dal vivo. All'inizio del 1999 i Mogwai rientrano in studio (a New York e poi a Glasgow) con Dave Fridmann (già con Mercury Rev) per le registrazioni del secondo album, Come On Die Young, che esce nel marzo dello stesso anno sempre per la Chemikal Underground.

### Anni 2000

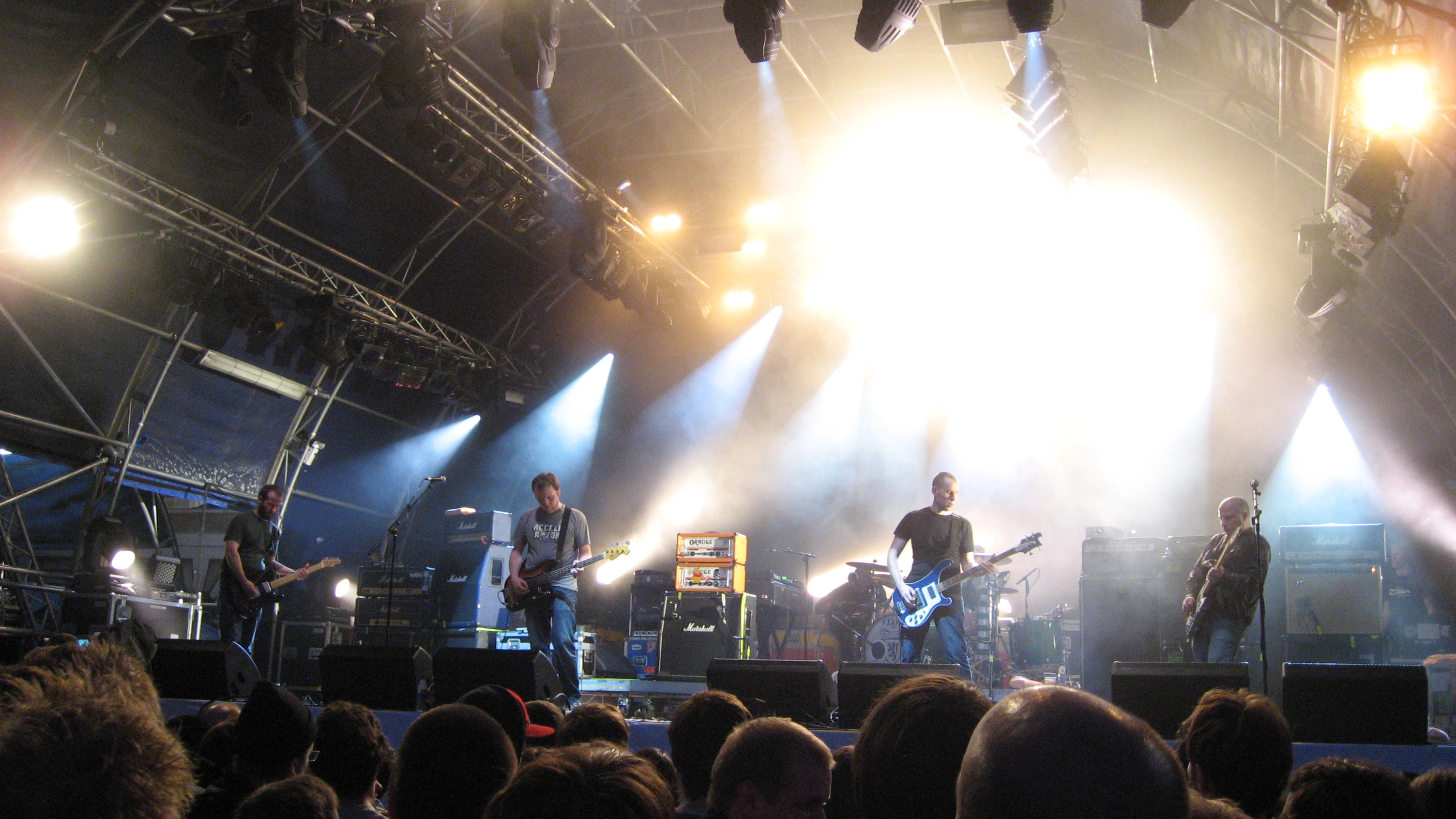
Il gruppo in concerto nel 2007

Nell'aprile 2001 esce invece Rock Action (Matador Records), prodotto sempre da Fridmann e registrato sempre tra New York e Glasgow. La novità più rilevante in questo album è l'ingresso in maniera più consistente (quattro tracce su otto) della voce. Oltre a quella di Stuart, danno il loro contributo in questo senso David Pajo e Gruff Rhys (Super Furry Animals).
Nel tour che segue il disco, il repertorio del gruppo viene modificato in chiave noise rock. Anche il 12" My Father My King (ottobre 2001) segue questa tendenza.
Nel giugno 2003 il gruppo pubblica Happy Songs for Happy People, in cui ritorna a eliminare quasi del tutto le parti cantate, ricorrendo soprattutto a chitarre elettriche, synth e batteria. Dei piccoli accenni alla voce (tra l'altro incomprensibili) sono forniti da due componenti del gruppo, Barry Burns e John Cummings. La produzione e il mixaggio del disco sono opera di Tony Doogan.
Il quinto LP è Mr. Beast, pubblicato nel marzo 2006. Negli Stati Uniti è accompagnato da un DVD che documenta i passaggi delle registrazioni chiamato The Recording of Mr. Beast. Come ospiti vi partecipano Tetsuya Fukagawa (voce in I Chose Horses) e Craig Armstrong (tastiere nello stesso brano). La produzione è nuovamente affidata a Tony Doogan.
Tra il settembre 2007 e il marzo 2008 il gruppo torna ad Hamilton con Andy Miller per registrare il suo sesto album. Si tratta di The Hawk Is Howling, che viene pubblicato nel settembre 2008. È il primo album del gruppo esclusivamente strumentale.

### Anni 2010-2020
Nel gennaio 2009, tramite il proprio sito ufficiale, i Mogwai hanno annunciato i dettagli di Burning, un documentario uscito nel 2010 e diretto da Vincent Moon e Nathanaël Le Scouarnec, che viene anche premiato al Glasgow Film Festival. Inoltre pubblicano Special Moves, il loro primo album dal vivo. Entrambi i lavori sono stati registrati durante i concerti che la band ha tenuto a Brooklyn in occasione del tour negli Stati Uniti d'America del 2009.
Nel settembre 2010 il gruppo scioglie il contratto che lo vedeva legato da molto tempo alla Matador Records e firma per la Sub Pop Records (per il Regno Unito continuano a pubblicare attraverso la Rock Action). Nel frattempo lavora per il successivo album. Il 27 ottobre 2010 viene annunciata la pubblicazione di Hardcore Will Never Die, But You Will, che avviene nel febbraio 2011. Il disco, prodotto con Paul Savage, entra direttamente alla posizione 25 della Official Albums Chart. Una speciale edizione del disco vede l'aggiunta di un CD contenente una traccia di 23 minuti intitolata Music for a Forgotten Future (The Singing Mountain), registrata per un'installazione artistica.
Nel 2012 viene pubblicato un album di remix, A Wrenched Virile Lore a cui partecipano, tra gli altri, Justin Broadrick, The Soft Moon e Robert Hampson.
Nel febbraio 2013 pubblicano un EP, Les Revenants, contenente i brani appartenenti alla colonna sonora dell'omonima serie televisiva francese. Nel mese di agosto il gruppo annuncia via Twitter la registrazione di un nuovo disco, che sarà commercializzato nei primi mesi del 2014. Con un aggiornamento avvenuto nel mese di ottobre 2013, la band annuncia il titolo dell'album, ossia Rave Tapes. Il 2 dicembre seguente la band pubblica il video di The Lord Is Out of Control, diretto da Antony Crook.
Nel novembre 2015, la band annuncia tramite comunicato ufficiale l'addio del chitarrista John Cummings dopo vent'anni d'attività. La prima pubblicazione dei Mogwai come quartetto è stato Atomic, uscito il 1º aprile 2016 e che rappresenta una rielaborazione del materiale composto per la colonna sonora del documentario Atomic: Living in Dread and Promise di Mark Cousins, trasmesso da BBC Four nel 2015.
Nel 2017 è uscito il nono album in studio, Every Country's Sun, seguito da As the Love Continues nel 2021, e The Bad Fire nel 2025.

## Colonne sonore e altre produzioni
Nel 2006 hanno prodotto la colonna sonora di Zidane: A 21st Century Portrait, film-documentario dedicato al calciatore francese Zinédine Zidane.
Il gruppo ha partecipato anche, con Clint Mansell, alle registrazioni della colonna sonora del film The Fountain - L'albero della vita (2006).
Nel 2012 i Mogwai si sono occupati della colonna sonora della serie televisiva francese Les Revenants.
Nel 2016 hanno composto la colonna sonora della serie The family, nonché, assieme a Trent Reznor, Atticus Ross e Gustavo Santaolalla, la colonna sonora del documentario Before the Flood presentato da Leonardo DiCaprio sui cambiamenti climatici del pianeta.
Nel 2019 compongono la colonna sonora della serie televisiva ZeroZeroZero, basata sull'omonimo romanzo di Roberto Saviano.

## Formazione
Attuale

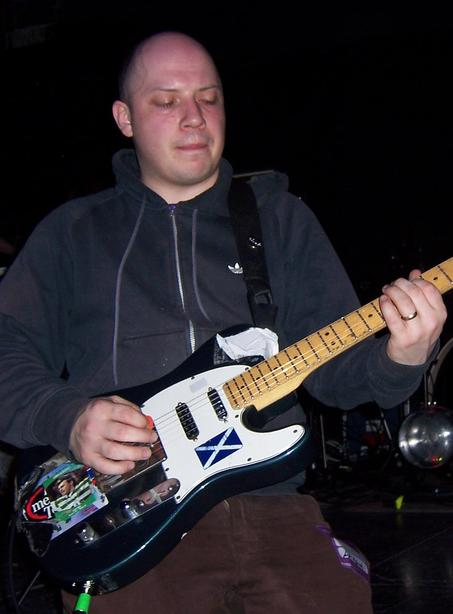
Stuart Braithwaite

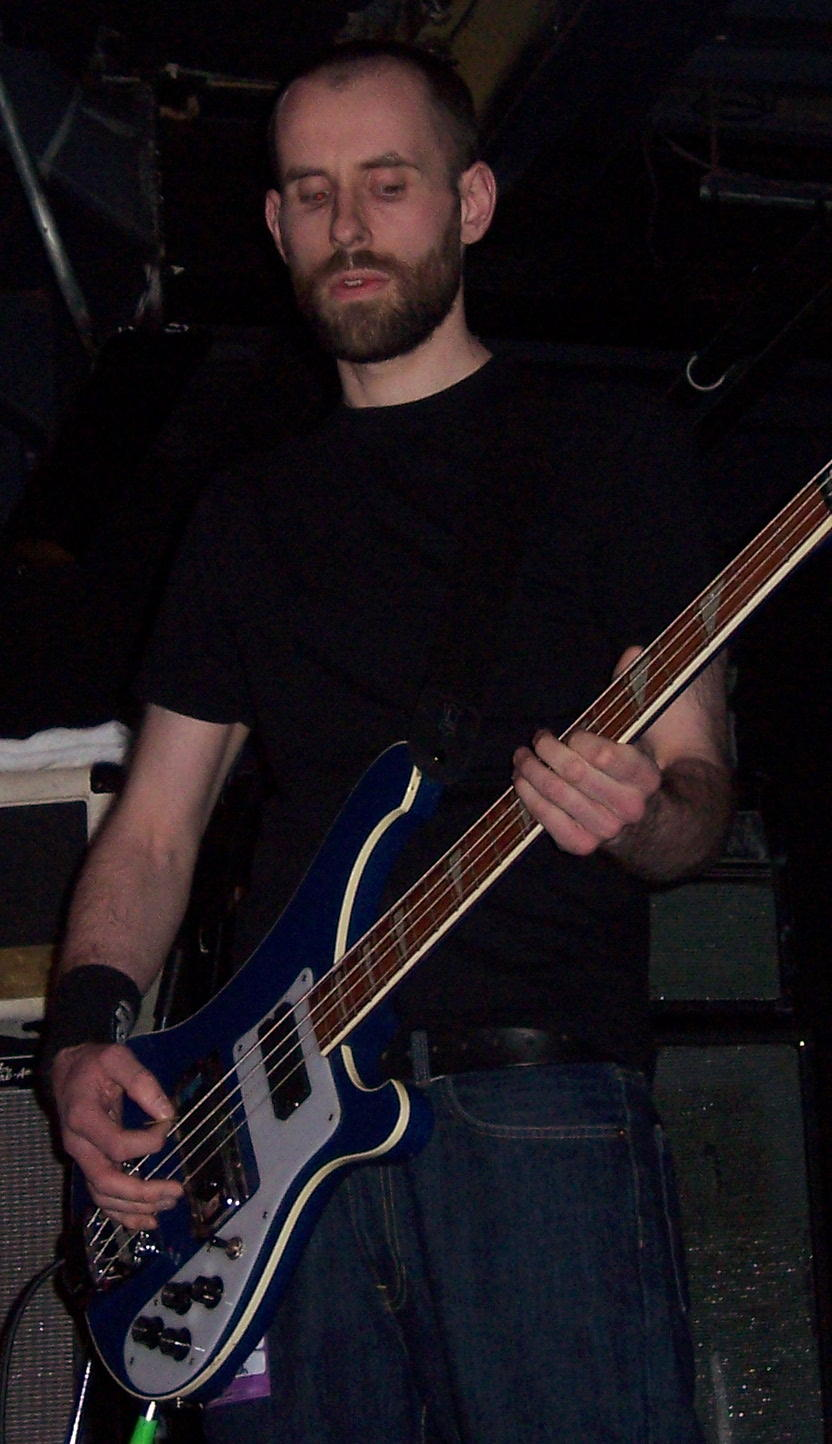
Dominic Aitchison

- Stuart Braithwaite – chitarra, basso, voce (1995-presente)
- Dominic Aitchison – basso, chitarra (1995-presente)
- Martin Bulloch – batteria (1995-presente)
- Barry Burns – tastiera, sintetizzatore, chitarra, flauto, voce (1998-presente)

Ex-componenti
- Brendan O'Hare – tastiera, chitarra (1997)
- John Cummings – chitarra, programmazione (1995-2015)

Turnisti
- Alex Mackay – chitarra, tastiera, percussioni (2016-presente)

Ex-turnisti
- Scott Patterson – chitarra (2015)
- James Hamilton – batteria (2011-2013)
- Luke Sutherland – violino, chitarra, percussioni, voce (1998-2016)
- Cat Myers – batteria (2017-2018)

## Discografia

### Album in studio
- 1997 – Mogwai Young Team
- 1999 – Come On Die Young
- 2001 – Rock Action
- 2003 – Happy Songs for Happy People
- 2006 – Mr. Beast
- 2008 – The Hawk Is Howling
- 2011 – Hardcore Will Never Die, But You Will
- 2014 – Rave Tapes
- 2017 – Every Country's Sun
- 2021 – As the Love Continues
- 2025 – The Bad Fire

### Album di remix
- 1998 – Kicking a Dead Pig: Mogwai Songs Remixed
- 2012 – A Wrenched Virile Lore

### Album dal vivo
- 2010 – Special Moves
- 2011 – iTunes Festival: London 2011

### Raccolte
- 1997 – Ten Rapid (Collected Recordings 1996–1997)
- 2000 – EP+6
- 2005 – Government Commissions: BBC Sessions 1996-2003
- 2015 – Central Belters

### Colonne sonore
- 2006 – Zidane: A 21st Century Portrait
- 2013 – Les Revenants
- 2016 – Before the Flood
- 2016 – The Family
- 2016 – Atomic
- 2018 – KIN (Original Motion Picture Soundtrack)
- 2020 – ZeroZeroZero

### EP
- 1997 – 4 Satin
- 1998 – Mogwai Fear Satan Remixes
- 1998 – No Education = No Future (Fuck the Curfew)
- 1999 – EP
- 2001 – Travels in Constants, Vol. 12
- 2001 – US Tour EP
- 2001 – UK/European Tour EP
- 2006 – Travel Is Dangerous
- 2008 – Batcat
- 2011 – Earth Division
- 2014 – Music Industry 3. Fitness Industry 1